# La Marsa
La Marsa (المرسى) es una ciudad costera de Túnez, cercana a la ciudad de Túnez (a unos 14 km al noreste) de la gobernación de Túnez. La municipalidad (que reagrupa la ciudad y sus núcleos cercanos) tiene 77.890 habitantes, mientras que la ciudad cuenta con 66.490 habitantes, según el censo de 2004. 
La ciudad se extiende entre la colina de Sidi Bou Said y el acantilado de Gammarth. Se compone de diversos barrios, entre los que se puede señalar Marsa Ville, Marsa Plage o la ciudad judicial. En la Marsa se encuentra la residencia de numerosos embajadores, así como el palacio de los huéspedes de la República, el IPEST (Instituto Preparatorio a los Estudios Científicos y Técnicos) y la Escuela Politécnica de Túnez.
- Datos: Q27230
- Multimedia: La Marsa / Q27230